# The Birth of a Race
The Birth of a Race er en amerikansk stumfilm fra 1918 af John W. Noble.

## Medvirkende
- Louis Dean
- Harry Dumont
- Carter B. Harkness som Adam
- Doris Doscher som Eva
- Charles E. Graham som Noah